# Stefan Vladisavljev
Stefan Vladisavljev (rođen 23. avgusta 1992. u Bavaništu) je bivši srpski odbojkaš. Ranije je nastupao u odbojkaškom klubu Borac iz Starčeva, koji se takmiči u Prvoj ligi Srbije.
Prethodni klubovi
- Odbojkaški klub Bavanište Bavanište (2006-2010 i 2018-2020)
- Odbojkaški klub Mladi Radnik Požarevac (2010-2011)
- Odbojkaški klub Borac Starčevo (2012)
- Odbojkaški klub Chaumont Volley - Ball 52 Francuska (2012-2013)

Kadetska reprezentacija Srbije
- Evropski olimpijski festival mladih, Tampere, Finska (2009)
- Olimpijske igre mladih, Singapur (2010)